# Ramuntcho (film, 1959)
Pour les articles homonymes, voir Ramuntcho.
Pour plus de détails, voir Fiche technique et Distribution.
Ramuntcho est un film français réalisé par Pierre Schoendoerffer en 1958 et sorti en 1959.

## Synopsis
Le contrebandier basque Ramuntcho est fiancé avec Gracieuse, dont la mère Dolorès s'oppose formellement à leur mariage.
Alors qu'il fait entrer illégalement en France des travailleurs portugais clandestins, il est arrêté par les douaniers et contraint de s'engager dans les troupes coloniales. Lorsqu'il est porté disparu en Indochine et présumé mort, sa fiancée entre au couvent.
Finalement revenu au pays à l'issue de la guerre d'Indochine, il hésite entre l'exil en Amérique du Sud et la reconquête de Gracieuse.

## Le contexte
L'intrigue se déroule avec, en arrière-plan, la Guerre d'Indochine finissante : un bulletin radio mentionne la bataille de Na San (décembre 1952) et Ramuntcho, prisonnier de guerre, est libéré à l'issue de la Conférence de Genève (juillet 1954).
De façon plus ou moins visible, les scénaristes — Lartéguy et Schoendoerffer — transposent au Pays basque des thèmes et images qui leur tiennent à cœur et qu'ils ne pouvaient alors pas exposer directement sous peine de censure, en particulier le devenir des peuples montagnards des hauts plateaux du Laos et du Viêt Nam, confrontés à une administration coloniale jacobine.
Comme souvent, Schoendoerffer donne un caractère documentaire à son film (la fête de la truite, les pelotaris et surtout les danseurs équilibristes). Certaines scènes seront reprises avec leur sens véritable dans la 317e Section :
- Les contrebandiers et les Portugais, coiffés de bérets et de chapeaux informes, marchant en file indienne en se profilant sur fond de ciel rougeoyant, préfigurent les supplétifs pris dans un incendie de savane.
- À l'embuscade sur le torrent-frontière correspond l'embuscade sur la rivière dans la jungle.
- Les plans de la montagne basque, noyée dans la brume, évoquent les haut plateaux du Tonkin et du Laos, filmés dans La Section Anderson.

## Fiche technique
- Titre : Ramuntcho
- Réalisation : Pierre Schoendoerffer
- Scénario : d'après le roman éponyme de Pierre Loti
- Adaptation : Jean Lartéguy et Pierre Schoendoerffer
- Dialogues : Jean Lartéguy et André Tabet
- Assistant-réalisateur : Philippe de Broca
- Photographie : Raoul Coutard
- Cadreur : Pierre Moulinier
- Montage : Michelle David
- Son : Jacques Gallois
- Musique : Louiguy
- Producteur : Georges de Beauregard
- Directeur de la production : Jacqueline Rémy
- Pays d'origine :  France
- Format : Pellicule 35 mm, couleur
- Durée : 90 min
- Genre : Comédie dramatique
- Date de sortie :
  - France - 4 février 1959

## Distribution
- Mijanou Bardot : Gracieuse Detcharry
- Albert Dinan : Baptistin
- Marie Glory : Franchita, la mère de Ramuntcho
- Gaby Morlay : Dolorès, la mère de Gracieuse
- François Guérin : Ramuntcho
- Evelyne Ker : Pantchika
- Roger Hanin : Itchoa, le chef des contrebandiers
- Moustache : Salaberry, l'aubergiste
- Colette Régis
- Simone Vannier
- Georges Géret
- Jean Lartéguy (non crédité au générique) : le curé
- Ariel Daunizeau (non créditée au générique)